# Dutina stromu

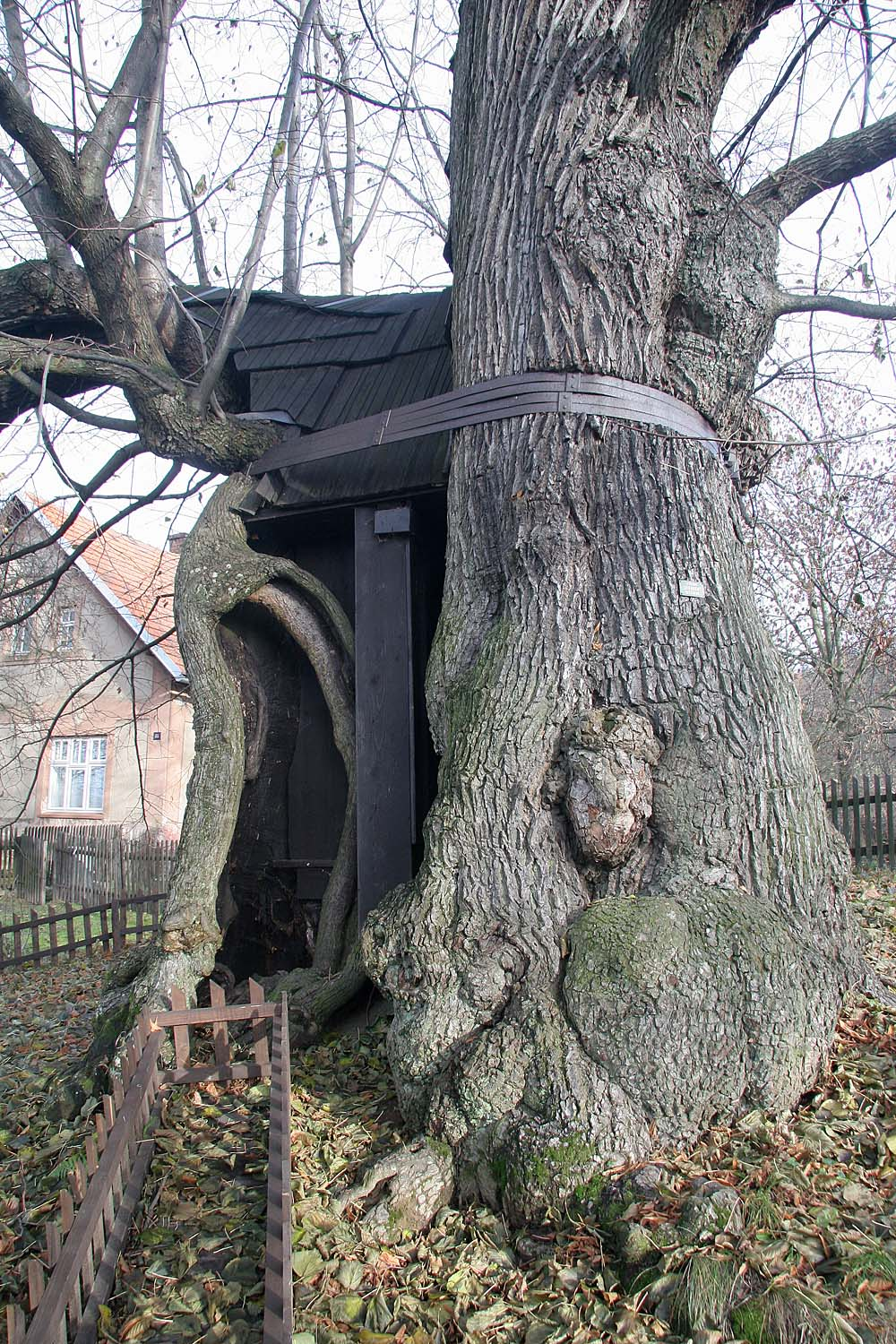
Dutina Klokočovské lípy

Dutina stromu neboli brť je prostor v kmeni (případně kosterních větvích). Vzniká většinou přirozenou cestou – rozkladem starého dřeva za přispění dřevokazných hub a vlivů počasí. Dutiny lze dělit na otevřené (viditelné) a skryté (zvenku nejsou patrné, strom je zcela uzavírá). Se vznikem dutin může souviset tzv. dendrotelma, což je přirozená prohlubeň zachycující dešťovou vodu (zpravidla v rozsoše větví). Dlouhodobým působením vlhka dochází k rychlejšímu tlení a šíření dřevokazných hub.

## Ekologický význam
Dutiny stromů a rozložené dřevo mohou fungovat jako útočiště řady živočichů. Fungují jako hnízdiště ptactva a drobných savců (netopýři, veverka obecná). Mrtvé a rozkládající se dřevo je klíčové pro populace některých brouků, živí se jím například larvy tesaříka obrovského, roháče obecného, páchníka hnědého a další xylofágní a saprofytické druhy. Brtě jsou přirozeným domovem včel (včelaři původně stavěli úly z dutých kmenů). Během dlouhodobého procesu vzniku dutiny a rozpadu dřeva může strom osídlit velmi široké spektrum hmyzu od zlatohlávků, tesaříků, kovaříků, potemníků, drabčíků a řady dalších až po obyvatele druhotně vázané na jiné hmyzí zástupce (vosy, sršně, mravence) jako jsou kožojedi, hlodáči nebo lesknáčci.
Vlivem preventivního kácení dutých a odumírajících stromů dochází k ohrožení živočišných druhů vázaných na dutiny a tlející dřevo.

## Arboristika

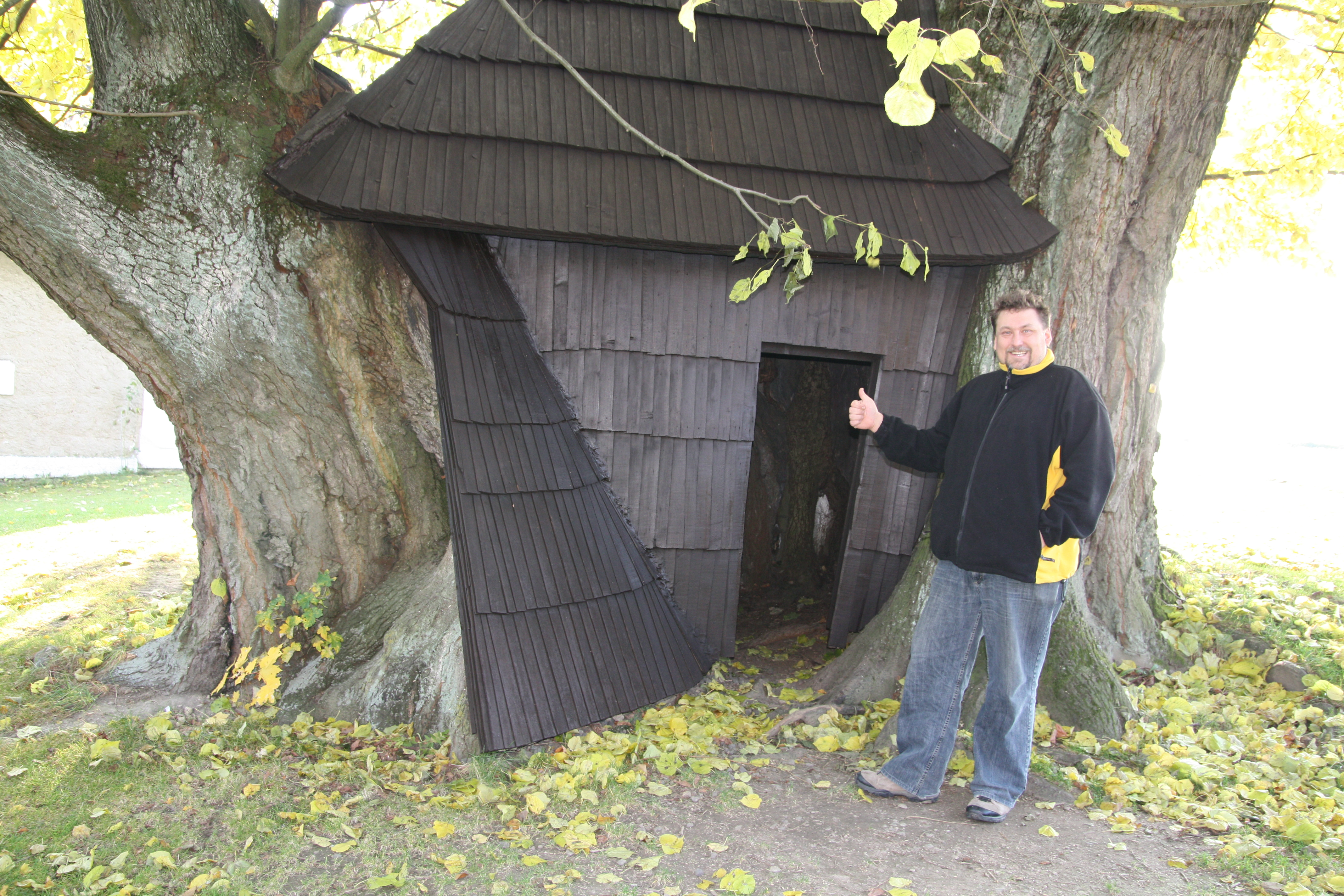
Ošetřená a zastřešená dutina Vejdovy lípy

Vznik dutin je jedním z přirozených projevů stárnutí stromu. V případě výjimečně cenných stromů (například památné a významné stromy) bylo prioritní jejich zachování. Zejména na přelomu 18. a 19. století došlo k výraznému rozvoji v ošetřování dutin ve snaze prodloužení životnosti stromů výjimečného věku, vzrůstu nebo historie.
Některé z původních postupů ale nebyly pro stromy příznivé, příkladem může být plombování a výplně dutin (cihlovou vyzdívkou, betonem a podobně), které vedly k omezení ventilace a urychlení rozpadu dřeva, případně omezovaly regeneraci (znemožňovaly závaly a spouštění adventivních kořenů typické zejména pro lípy). Kromě toho takový materiál strom nadměrně zatěžuje, může způsobit praskání dřeva nebo se protlačovat do kořenů. Za nevhodné takové postupy označil již Jan Frič v 50. letech 20. století. Tímto postupem (vyzdívkami a výplněmi) byly v minulosti ošetřené například Tři bratři, Cisterciácká lípa, Jemčinská lípa, Opalický dub a řada dalších.
Dutiny bývají během ošetření vyčištěny od trouchu (tlející listí, rozložené dřevo a podobně), narušené dřevo je z kmene odstraněno až na nepoškozenou mrtvou vrstvu, jež je impregnována tzv. penetračním nátěrem, který mívá zpravidla fungicidní (případně i insekticidní) účinky (brání houbám nebo i hmyzu v dalšímu rozkladu stromu). K impregnaci se používá a používala řada látek, například lněný olej, lněná fermež, vodný roztok modré skalice, chloridu zinečnatého, boraxu. Dále latex, luxol nebo speciální nátěrové přípravky jako boralco a ibefungin.

## Využití

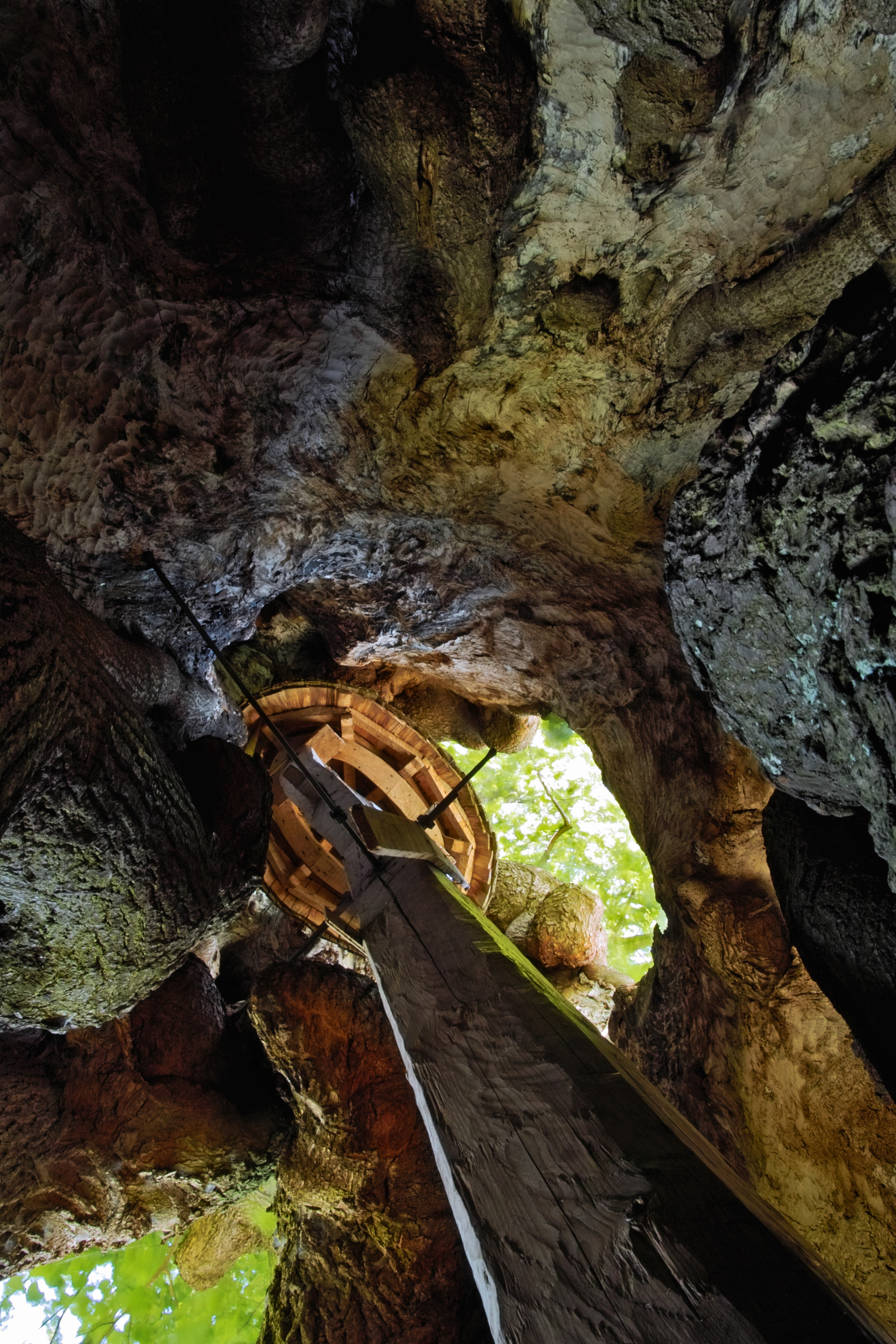
Dutina Praskoleské lípy – zvonička

Dutiny stromů byly v historii využívané pro řadu účelů. Obecně k chovu včel (brtnictví), v konkrétních případech i specifičtěji. Jako chlévy (např. Sudslavická lípa, Tisíciletá lípa v Kotli), jako kůlny Husova lípa v Chlístově, Vejdova lípa, pro úkryt potravin a cenností za války nebo jako sklad zboží pašerákům (Lípa nad Lešišovem). Z dutiny mohla vzniknout zvonice (Praskoleská lípa), kaple (lípa v Zádubu).
Mnohé přisuzovaly dutinám i pověsti, v Popovickém dubu měla být roku 1866 umístěna polní kuchyně, Velký javor ve Věstoňovicích si jako své sídlo vybrala lesní víla.